# The Pearl-Qatar
The Pearl-Qatar (араб. اللؤلؤة قطر) — штучний острів у Досі, який охоплює майже чотири мільйони квадратних метрів. Станом на січень 2015 року на острові проживає 12 000 жителів.
Після завершення будівництва The Pearl створив понад 32 км нової берегової лінії для використання в якості житлового комплексу з очікуваною кількістю будинків 18,831 та 45000 жителів до 2018 року. Розроблений компанією United Development, запланований архітектурно-дизайнерською фірмою Callison, острів знаходиться на відстані 350 метрів від узбережжя West Bay Lagoon в Досі.
У 2004 році, коли проект був вперше оголошений, первісна вартість будівництва острова становила 2,5 мільярда доларів. В даний час вважається, що після завершення проекту будівництво буде коштувати 15 мільярдів доларів.

## Етимологія

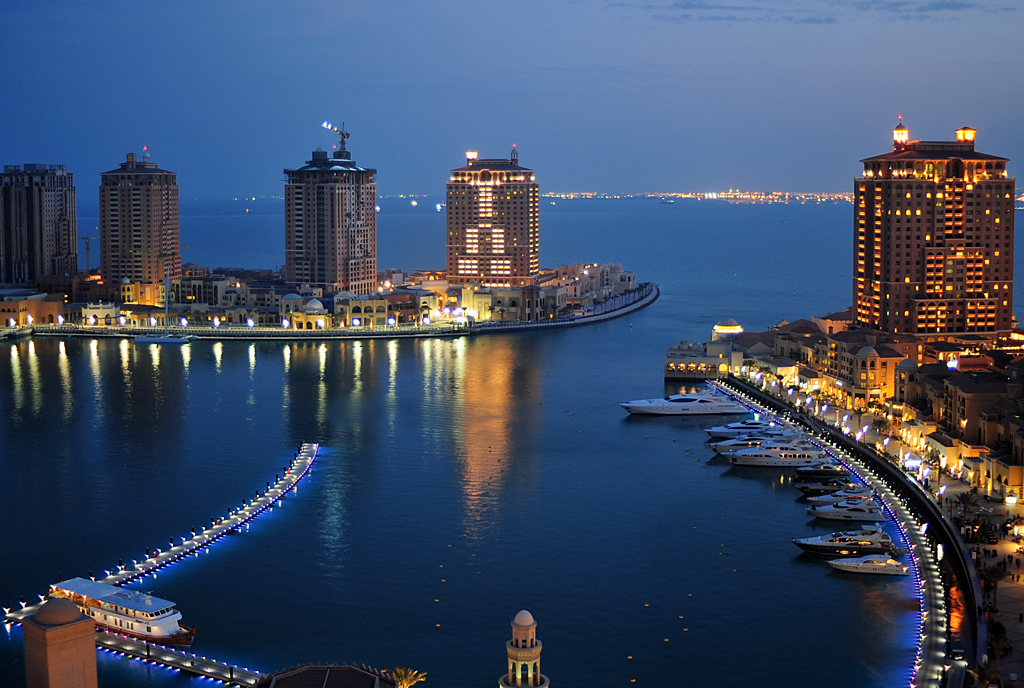
The Pearl at dusk

Назву "The Pearl" було обрано тому, що острів будується на одному з попередніх великих пірнальних майданчиків Катару. Катар був одним із найбільших торговців перлами в Азії. The Pearl-Qatar допоможе відобразити багате минуле Катару в галузі перлин. Після завершення The Pearl буде нагадувати нитку перлів.

## Розвиток житлової нерухомості

The Pearl Qatar, when completed.

Розвиток житлової нерухомості на острові передбачає включення різних національних та міжнародних тем, включаючи аспекти арабської, середземноморської та європейської культури.

## Комерційні пам'ятки

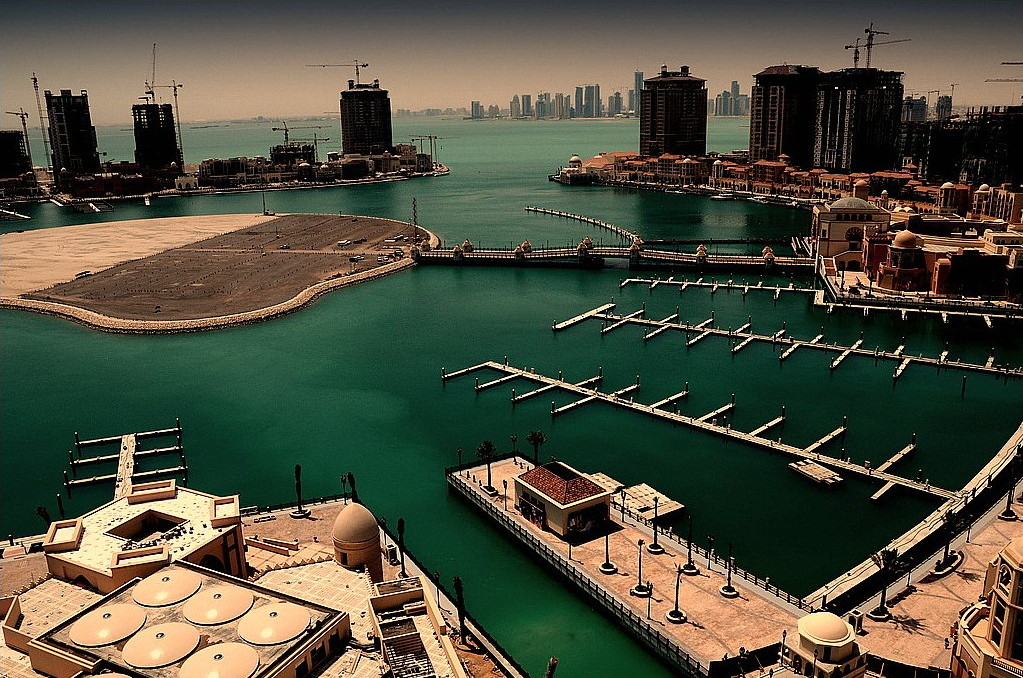
The Pearl Lagoon

Коли буде завершено будівництво, проект складатиметься більше ніж з 13 островів. На найбільших островах буде представлений цілий ряд розкішних вілл, апартаментів, п'ятизіркових готелів та більше двох мільйонів квадратних метрів міжнародного роздрібного продажу, ресторанів, кафе та розважальних закладів. Вісім інших приватних островів будуть продані приватним власникам з можливістю будувати на них все, що завгодно.
Дирекція центрального органу, яка надає такі послуги, як реєстрація власності та дозволи на проживання, відкрита 3 грудня 2011 року.

### Ресторани
У The Pearl є широкий вибір страв, що охоплюють весь спектр кухонь від Південної Америки до Франції та Лівану, до випадкових опцій, таких як Кав'ярні Бар Елісон Нельсон. 
Ресторани Порто Аравії:
| Назва ресторану          |
| ------------------------ |
| Al Tabkha                |
| Anima Gallery & Lounge   |
| BiCE Ristorante          |
| Burj Al Hamam            |
| Carluccio's              |
| Dalloyau                 |
| Elevation Burger         |
| Just Burger              |
| Le Relais de l'Entrecôte |
| Les Deux Magots          |
| Liza                     |
| Maze by Gordon Ramsay    |
| Wafi Gourmet             |
| Zaatar w Zeit            |
| Shakespeare              |
| Nando's                  |
| Megu                     |
| Junko                    |
| The Noodle House         |
| Isla                     |
| Patagonia                |
| Quisine by Guy Savoy     |
| Royal Tandoor            |
| Sormani                  |
| Tse Yang                 |
| Lokum Istanbul           |

У The Pearl Qatar також ряд кафе, лаунжів та кондитерських:
| Назва                         |
| ----------------------------- |
| Armani Caffe                  |
| Bread Basket                  |
| Caffè Vergnano 1882           |
| Cake and Bake                 |
| Caribou Coffee                |
| Chocolate Bar (Alison Nelson) |
| Coffee Time                   |
| Columbiano                    |
| Costa Coffee                  |
| Foshy Berry                   |
| The Frozen Yogurt Factory     |
| Gold Gourmet                  |
| Haagen Dazs                   |
| La Crêperie Pain de France    |
| Lemon Grass                   |
| Marble Slab Creamery          |
| Second Cup                    |
| Stickhouse                    |

### Роздрібна торгівля

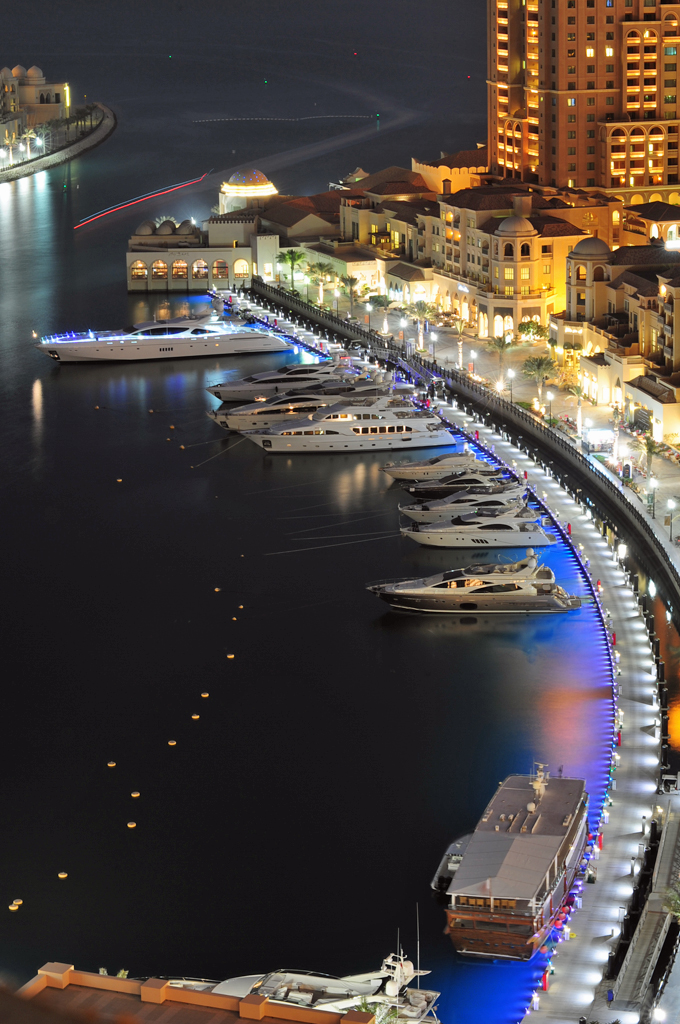
Boats at the Pearl

На острові знаходяться багато відомих розкішних брендів.
- Roberto Cavalli
- Stella McCartney
- Calvin Klein[14]
- Alexander McQueen
- Diesel
- Emporio Armani
- Giorgio Armani
- Hermès
- Hugo Boss
- Kenzo
- John Galliano
- Balenciaga
- Blumarine
- Just Cavalli
- Moschino
- Salvatore Ferragamo
- Mulberry
- Santoni
- Loro Piana
- Elie Saab
- Chloé
- Kipling
- Agent Provocateur
- Domenico Vacca
- Galliano
- Giuseppe Zanotti Design
- M. Missoni
- Rene Caovilla
- Ice Iceberg
- Weekend Max Mara
- Harmont & Blaine
- Canali
- Stefano Ricci
- Fursan

### Автосалони
- Al Fardan Sports Motors (Maserati, Ferrari)
- Rolls-Royce Motor Cars

### Нерухомість
- Mirage International Property Consultants

### Послуги
- Commercial Bank
- Regency Travel and Tours
- Ronautica Harbour Master's Office, Прокат човнів
- Vodafone

### Інше
- Spinneys, супермаркет
- Goodlife Chemist
- GYMMITO, фітнес клуб

### Пляжні курорти
Nikki Beach Resort and Spa повинен був бути розташований в кінці Порто Аравії. Початкова дата завершення була запланована на липень 2012 року, але будівництво було зупинено через заборону на алкоголь. Станом на 2017 рік не було досягнуто ніякого прогресу. Taliamare Beach Club знаходиться на пляжі Qanat Quartier. Він був відкритий у 2017 році.